# Ökölvívás az 1932. évi nyári olimpiai játékokon
Az 1932. évi nyári olimpiai játékokon az ökölvívásban nyolc súlycsoportban avattak olimpiai bajnokot.

## Éremtáblázat
(Magyarország és a rendező ország csapata eltérő háttérszínnel, az egyes számoszlopok legmagasabb értéke illetve értékei vastagítással kiemelve.)
| Az 1932. évi nyári olimpiai játékok éremtáblázata ökölvívásban | Az 1932. évi nyári olimpiai játékok éremtáblázata ökölvívásban | Az 1932. évi nyári olimpiai játékok éremtáblázata ökölvívásban | Az 1932. évi nyári olimpiai játékok éremtáblázata ökölvívásban | Az 1932. évi nyári olimpiai játékok éremtáblázata ökölvívásban | Olimpia  |
| -------------------------------------------------------------- | -------------------------------------------------------------- | -------------------------------------------------------------- | -------------------------------------------------------------- | -------------------------------------------------------------- | -------- |
|                                                                | Ország                                                         | Arany                                                          | Ezüst                                                          | Bronz                                                          | Összesen |
| 1.                                                             | Argentína (ARG)                                                | 2                                                              | 1                                                              | 0                                                              | 3        |
| 2.                                                             | Egyesült Államok (USA)                                         | 2                                                              | 0                                                              | 3                                                              | 5        |
| 3.                                                             | Dél-afrikai Unió (RSA)                                         | 2                                                              | 0                                                              | 1                                                              | 3        |
| 4.                                                             | Magyarország (HUN)                                             | 1                                                              | 0                                                              | 0                                                              | 1        |
| 4.                                                             | Kanada (CAN)                                                   | 1                                                              | 0                                                              | 0                                                              | 1        |
|                                                                |                                                                |                                                                |                                                                |                                                                |          |
| 6.                                                             | Németország (GER)                                              | 0                                                              | 3                                                              | 0                                                              | 3        |
| 7.                                                             | Olaszország (ITA)                                              | 0                                                              | 2                                                              | 0                                                              | 2        |
| 8.                                                             | Svédország (SWE)                                               | 0                                                              | 1                                                              | 1                                                              | 2        |
| 9.                                                             | Mexikó (MEX)                                                   | 0                                                              | 1                                                              | 0                                                              | 1        |
|                                                                |                                                                |                                                                |                                                                |                                                                |          |
| 10.                                                            | Dánia (DEN)                                                    | 0                                                              | 0                                                              | 1                                                              | 1        |
| 10.                                                            | Finnország (FIN)                                               | 0                                                              | 0                                                              | 1                                                              | 1        |
| 10.                                                            | Fülöp-szigetek (PHI)                                           | 0                                                              | 0                                                              | 1                                                              | 1        |
|                                                                |                                                                |                                                                |                                                                |                                                                |          |
| Összesen                                                       | Összesen                                                       | 8                                                              | 8                                                              | 8                                                              | 24       |

## Érmesek
| Az 1932. évi nyári olimpiai játékok érmesei ökölvívásban |                                           |                                        |                                          |
| Versenyszám                                              | Arany                                     | Ezüst                                  | Bronz                                    |
| Nehézsúly                                                | Alberto Lovell · Argentína (ARG)          | Luigi Rovati · Olaszország (ITA)       | Frederick Feary · Egyesült Államok (USA) |
| Félnehézsúly                                             | David Carstens · Dél-afrikai Unió (RSA)   | Gino Rossi · Olaszország (ITA)         | Peter Jørgensen · Dánia (DEN)            |
| Középsúly                                                | Carmen Barth · Egyesült Államok (USA)     | Amado Azar · Argentína (ARG)           | Ernest Peirce · Dél-afrikai Unió (RSA)   |
| Váltósúly                                                | Edward Flynn · Egyesült Államok (USA)     | Erich Campe · Németország (GER)        | Bruno Ahlberg · Finnország (FIN)         |
| Könnyűsúly                                               | Lawrence Stevens · Dél-afrikai Unió (RSA) | Thure Ahlqvist · Svédország (SWE)      | Nathan Bor · Egyesült Államok (USA)      |
| Pehelysúly                                               | Carmelo Robledo · Argentína (ARG)         | Josef Schleinkofer · Németország (GER) | Allan Carlsson · Svédország (SWE)        |
| Harmatsúly                                               | Horace Gwynne · Kanada (CAN)              | Hans Ziglarski · Németország (GER)     | José Villanueva · Fülöp-szigetek (PHI)   |
| Légsúly                                                  | Énekes István · Magyarország (HUN)        | Francisco Cabañas · Mexikó (MEX)       | Louis Salica · Egyesült Államok (USA)    |